# Liedberger Sandstein
Der Liedberger Sandstein ist ein miozäner quarzitischer Sandstein, der am Niederrhein seit der Römerzeit als Naturwerkstein verwendet wurde. Der Sandstein wurde an der Quarzitkuppe Liedberg, einem durch die Erosion isolierten etwa 30 Meter hohen Bergrücken in Liedberg, heute Stadtteil von Korschenbroich in der Niederrheinischen Bucht, abgebaut.

## Geologie

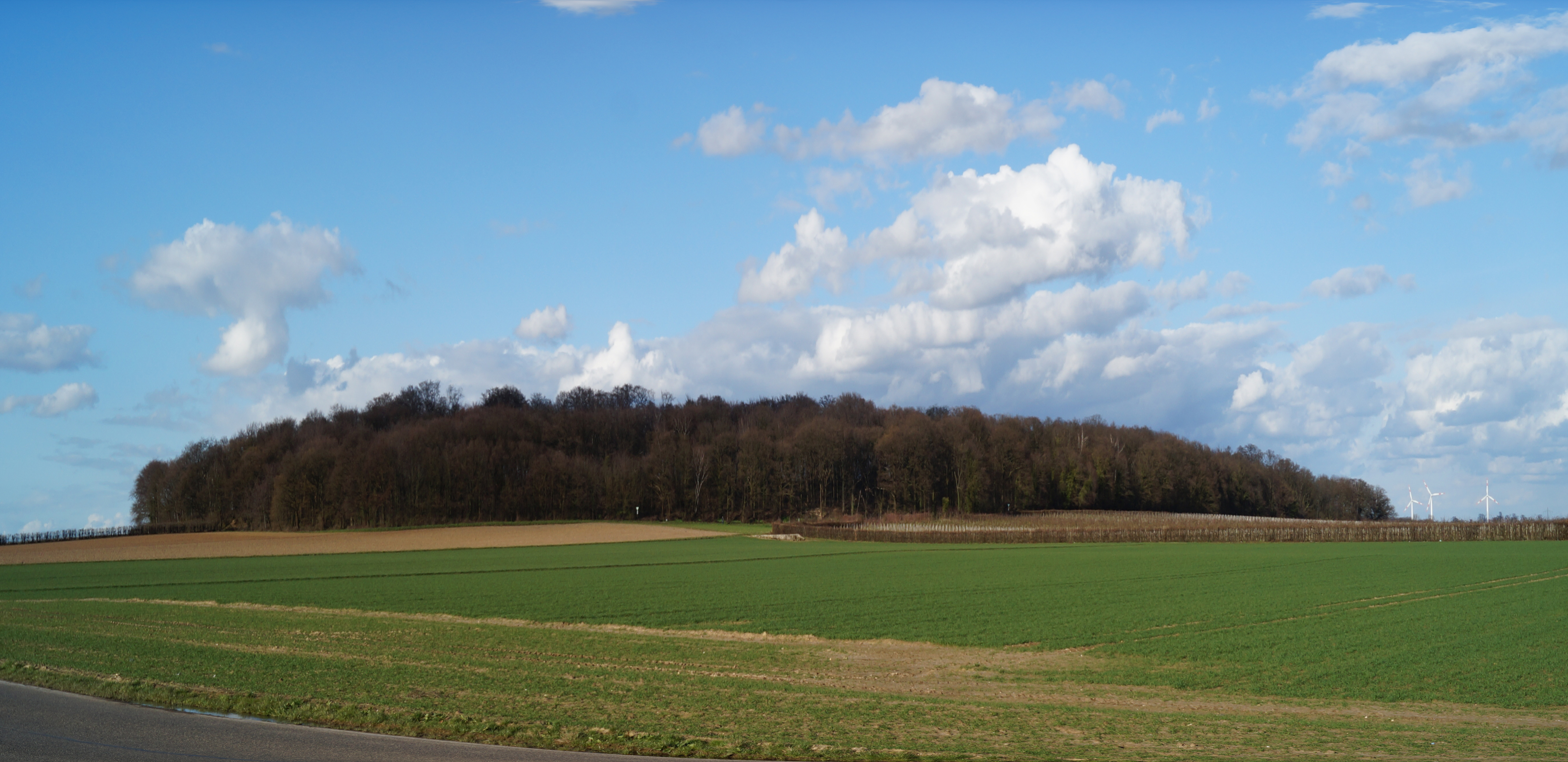
Der Liedberg von Südwesten

Ausgangsmaterial zur Bildung der Liedberg-Sandsteine war unverfestigter quarzreicher Sand, der im Miozän im Küstenbereich eines Flachmeeres vor dem südlich davor gelegenen Festland in der heutigen Niederrheinischen Bucht abgelagert wurde. Die tropischen Klimaverhältnisse am Ende des Tertiärs bedingten durch eindringendes Niederschlagswasser eine oberflächennahe Lösung von Quarz aus den miozänzeitlichen Sanden. In tieferen Bodenschichten wurden anschließend die kieselsäurehaltigen Lösungen wieder ausgefällt und führten zu einer zum Teil schichtweisen partiellen Verkieselung der Sandablagerungen. Derartige Bildungen werden als Tertiärquarzite bezeichnet und sind lokal in Verbreitungsgebieten älterer Sandablagerungen zu finden. Überlagert werden die Sandsteine durch drei bis zwölf Meter mächtige Kieseloolith-Ablagerungen des höchsten Miozän. Aufgrund der höheren Verwitterungsresistenz hielten die verkieselten Gesteinspartien der Erosion im Verlauf der Erdgeschichte stand und bildeten Härtlinge aus.
Heute steht der 700 Meter lange und 300 bis 400 Meter breite Zeugenberg unter Naturschutz und ist aufgrund seiner geowissenschaftlichen Bedeutung als geologisch schützenswertes Objekt eingetragen.
Die oberste, schwach gebundene Sandsteinschicht ist 2,5 bis 3,5 Meter mächtig und nicht für Bauzwecke geeignet und wurde in der älteren Literatur deshalb als Falscher Stein bezeichnet. Unterlagert wird diese Schicht durch die so genannte Hausteinlage, die bis zu 6 m mächtig ausgebildet ist und Gegenstand des Abbaus war, der zum Teil unter Tage erfolgte. Der weißlichgraue mehr oder weniger verfestigte Sandstein ist partiell durch hellgelbe Lagen geringerer Festigkeit durchzogen. Im Liegenden der Hausteinlage ist ein bis zu 1,5 Meter mächtiger stark verkieselter, gräulichweißer Sandstein (Klinkert) zu finden, der aufgrund seiner Sprödigkeit lediglich für den Straßenbau Verwendung fand. Die darunter liegenden, unverkieselten weißen Quarzsande wurden in den vergangenen Jahrhunderten als Stubensand genutzt.

## Geschichte des Abbaus

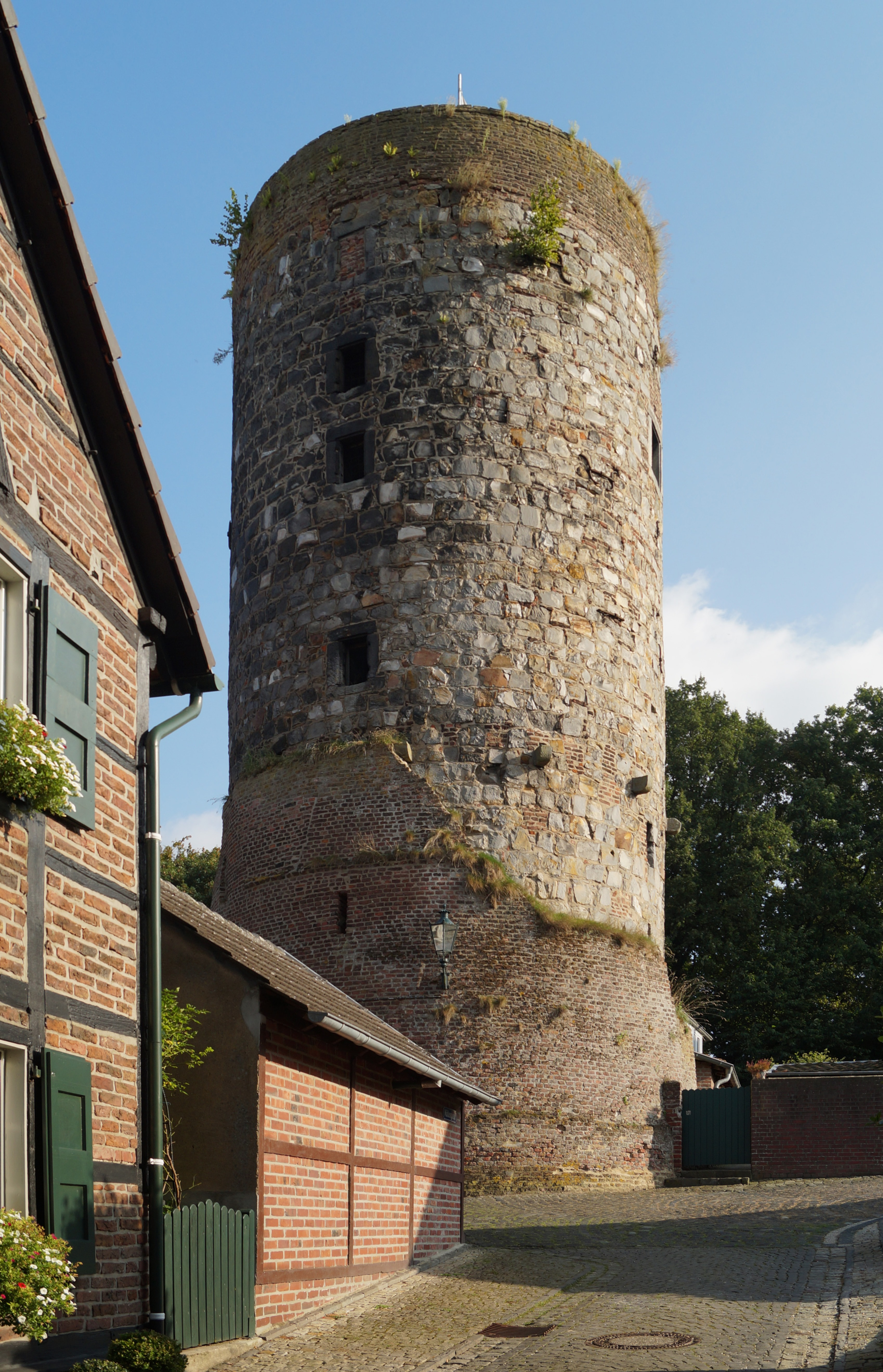
Mühlenturm Liedberg

Archäologische Funde am Fuß des Liedbergs deuten auf Werkzeuge aus der frühen Altsteinzeit, mit denen Bruchstücke aus quarzitischem Sandstein bearbeitet wurden. Weiterhin wurden Faustkeile und Klingen gefunden, die eindeutig in die spätere Altsteinzeit datiert werden können. Es handelt sich dabei um Geräte des Neandertalmenschen, der vor mehr als 30.000 Jahren lebte.
Ein systematischer Abbau des Quarzits erfolgte unter den Römern, die im benachbarten Neuss (lateinisch Novaesium) ein steinernes Legionslager betrieben und Material zum Bau von Profan- und Kultbauten benötigten. Wegen des günstigeren Schifftransports über den Rhein wurden in Neuss jedoch vorwiegend Tuffsteine und Grauwacken von Mittelrhein und Mosel verwendet. Der Liedberg-Quarzit kam vermehrt bei den Siedlungen und Landhäusern (Villa rustica) im Umland zum Einsatz, bei denen das harte Baumaterial für solide und haltbare Fundamentmauern gebraucht wurde. Auch die am linken Niederrhein angesiedelten germanischen Stämme der Ubier übernahmen im Verlauf der Romanisierung diese römische Technik des Fundamentbaus. Durch Liedberg verlief eine alte Römerstraße, die von Neuss am Rhein bis nach Linne an der Maas in die heutigen Niederlande führte. Über diese Verbindung und vermutlich mit kleinen Booten über die Niers wurde das Baumaterial nach Westen und Nordwesten transportiert.

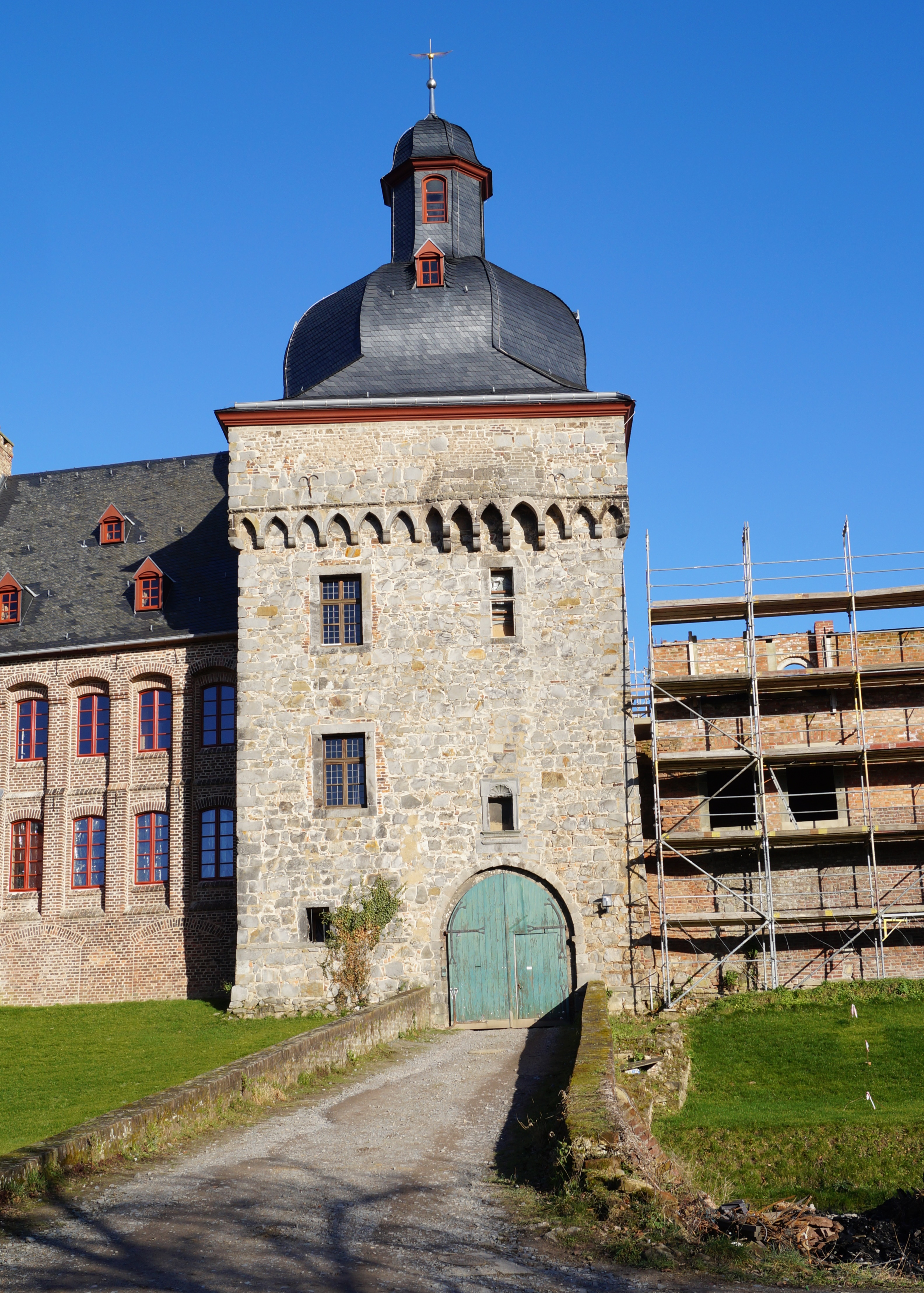
Schloss Liedberg (Restaurierung 2014)

Beim Abbau des Sandsteins setzten die Römer eine spezielle Technik ein, um einzelne Sandsteinblöcke zu gewinnen. Zunächst wurden in einem spitzen Winkel rillenförmige Vertiefungen in den Stein getrieben. Mit Keilen konnte dann der Sandsteinblock in der benötigten Größe herausgetrennt werden. In der Region gefundene römische Sandsteine weisen deshalb teilweise typische Keiltaschen auf, mit denen die Zeitepoche ihrer Herstellung bestimmt werden kann.
Die bei Bauwerken aus dem Hochmittelalter gefundenen Werksteine aus Liedberger Sandstein (zum Beispiel im Mönchengladbacher Münster) stammen ursprünglich aus der antiken Römerzeit und sind als sogenannte Spolien bzw. Sekundärrohstoffe zweitverwendet worden. Erste Nachweise für einen nachantiken Abbau des Liedberg-Quarzits im Spätmittelalter ergeben sich aus dem Bau des Liedberger Mühlenturms, der als Bergfried aus Sandsteinquadern errichtet wurde. Sandstein war der wichtigste Wirtschaftsfaktor, der Handwerker und Gewerbetreibende in den Ort zog und Liedberg zu einem überregional wichtigen Brennpunkt gewerblichen Schaffens machte.
Die Sandgewinnung in Liedberg wurde ab 1400 ein bedeutender Wirtschaftsfaktor. Der überaus reine und dadurch wertvolle Quarzsand wurde für die Glasherstellung abgebaut. Ab 1700 wurde der Liedberger Sand als Stubensand für die Häuser im Umland gewonnen. Die Liedberger „Sankbuurȩ“ kamen in dieser Zeit zu einem erheblichen Wohlstand. Im Jahre 1861 soll die Sandgewinnung 36 Arbeiter und 203 Familienangehörige in Liedberg ernährt haben.
Über die Jahrhunderte fand der Abbau sowohl in Steinbrüchen am Südhang des Liedbergs statt, als auch im Untertagebau in Schächten und Stollen, die unterhalb des Schlosses in den Berg getrieben wurden. Der eigentliche gewerbliche Sandsteinabbau wurde etwa Mitte des 19. Jahrhunderts aus Rentabilitätsgründen beendet – in dieser Zeit wurden die letzten Verpachtungen beurkundet. Der Sandsteinabbau hat jedoch noch bis in das 20. Jahrhundert angehalten. Die Liedberger Pfarrkirche St. Georg wurde aus Sandstein gebaut und wurde 1915 eingeweiht.
Die Arbeit in den Stollen war jedoch auch mit Gefahren verbunden – im 19. Jahrhundert mussten 28 Tote durch Einstürze beklagt werden. Am 22. Juni 1930 wurden drei junge Pfadfinder einer 16-köpfigen Gruppe aus Düsseldorf in einem stillgelegten aber offenen Stollen unterhalb des Schlosses durch herabfallende Steinbrocken verschüttet. Ein Leichnam konnte von der herbeigerufenen Feuerwehr geborgen werden. Die Bergung der Leichen der beiden anderen Verschütteten war wegen der Lebensgefahr für die Retter nicht möglich. Das Unglück fand eine große Anteilnahme in der Bevölkerung und im ganzen Rheinland. Heute ist der Eingang zum Felsenkeller verschlossen und ein Kreuz mit den Namen der drei Pfadfinder erinnert an den Unglückstag.

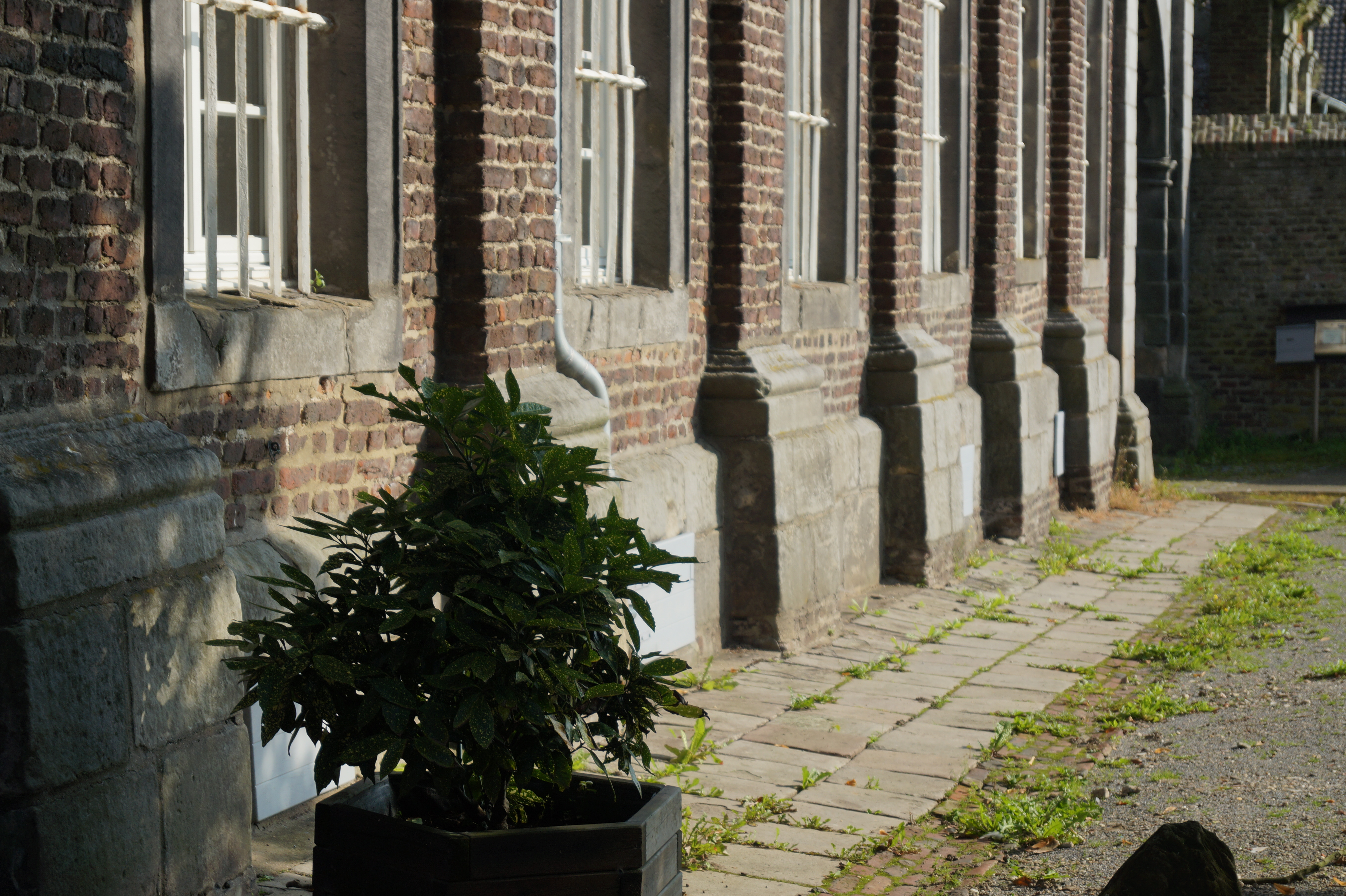
Mauersockel am Nikolauskloster
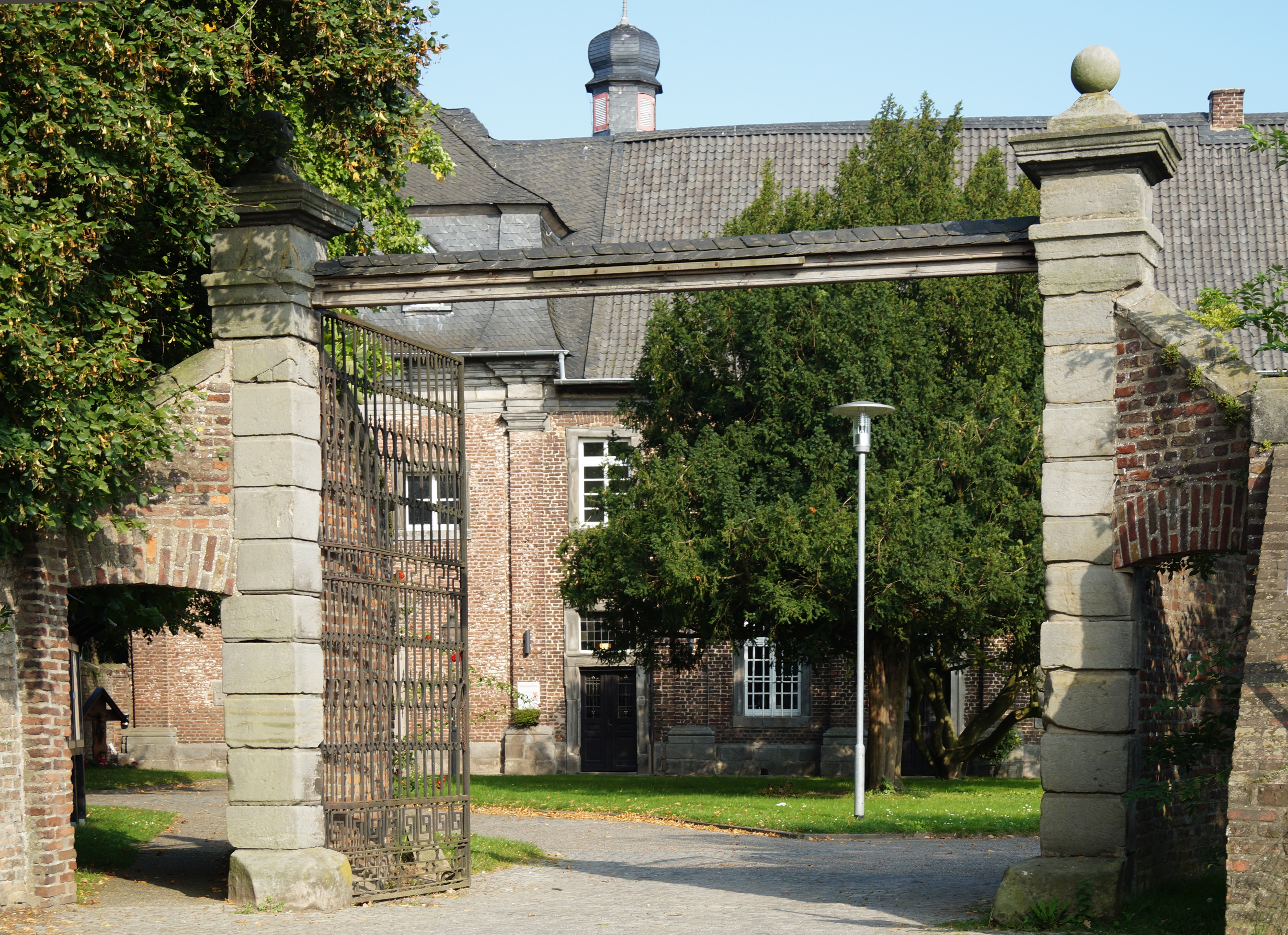
Toreinfahrt Nikolauskloster
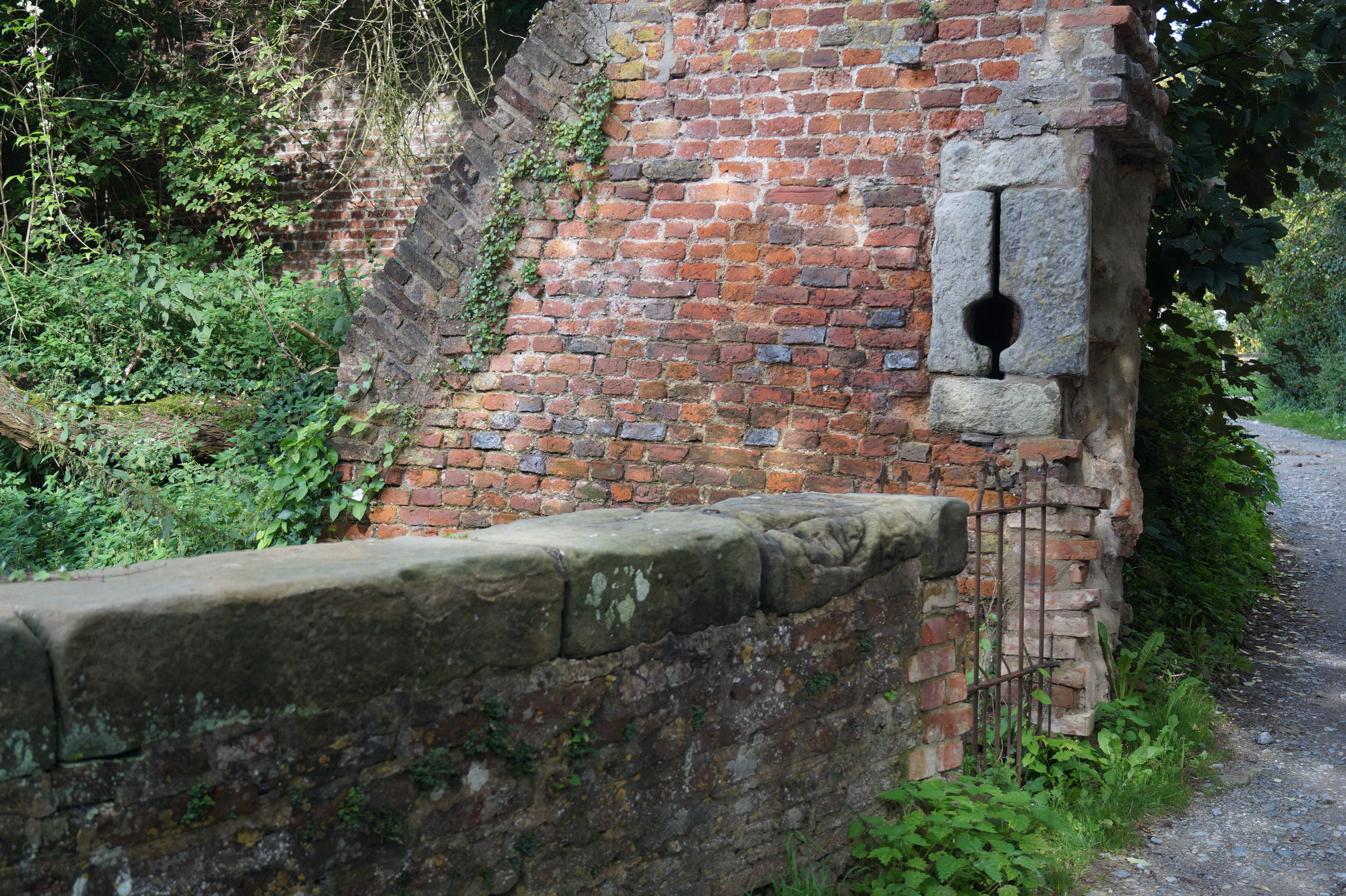
Schlossmauer Liedberg
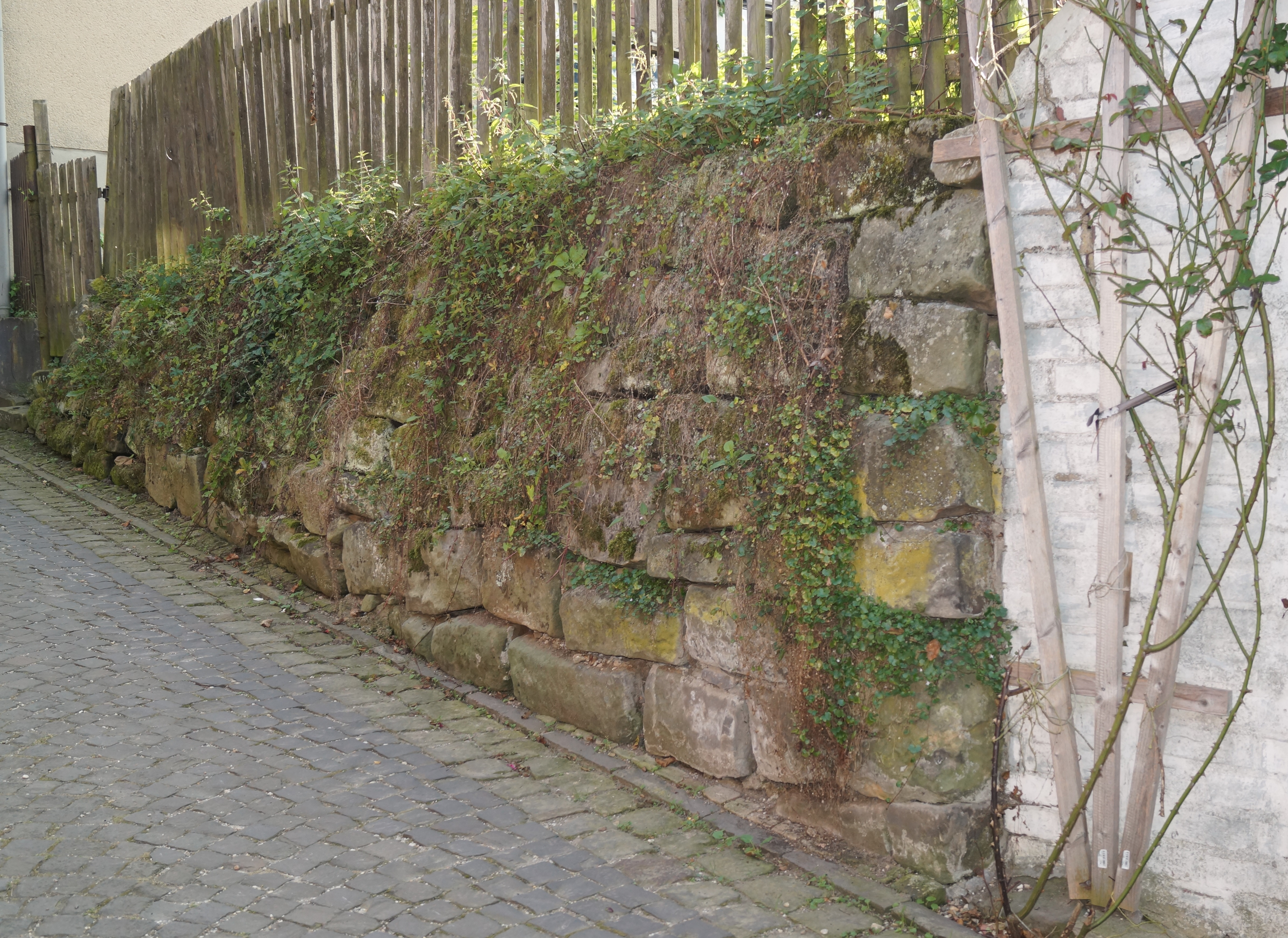
Trockenmauer in Liedberg
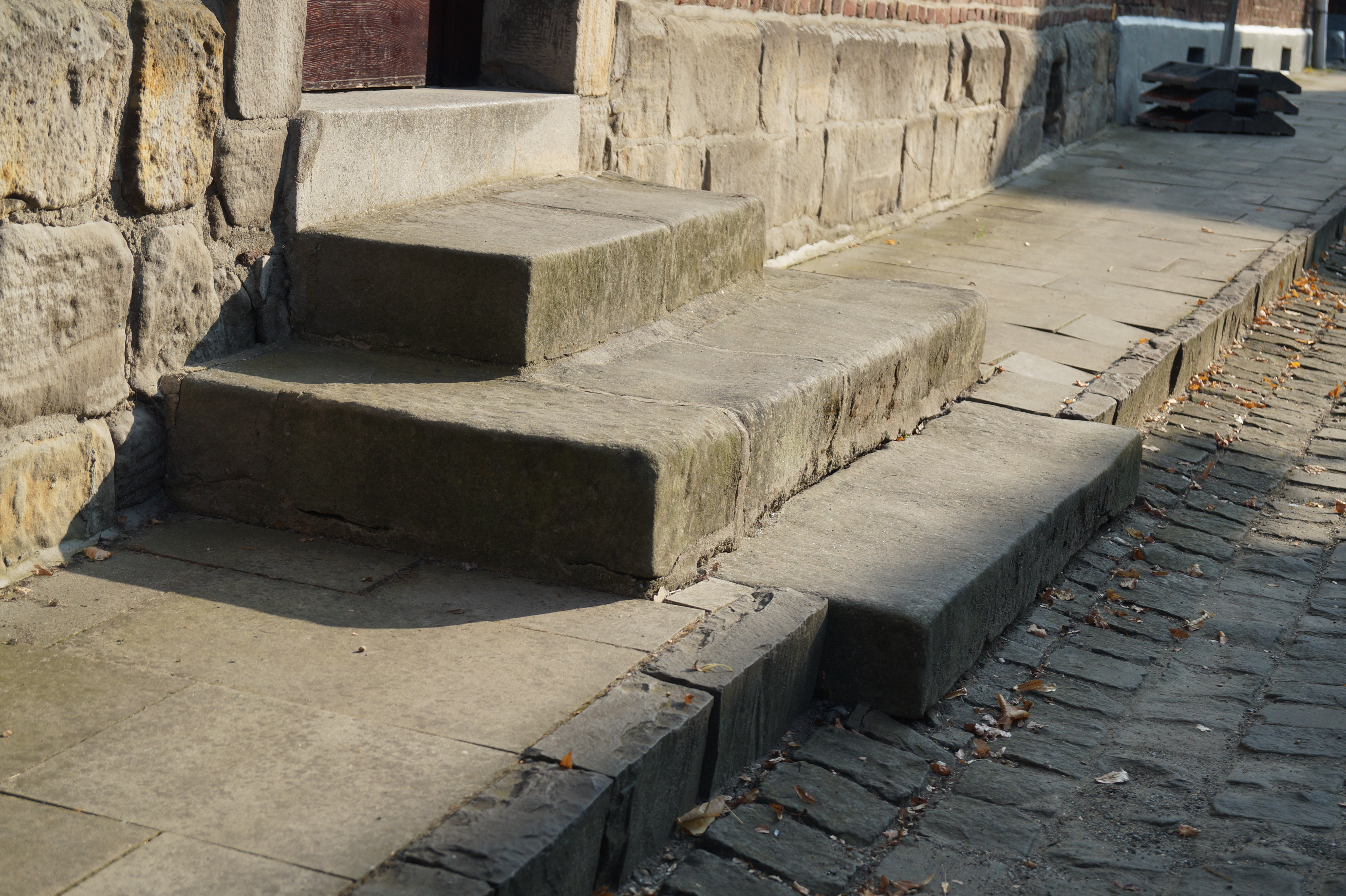
„Dörpel“ zur Haustür
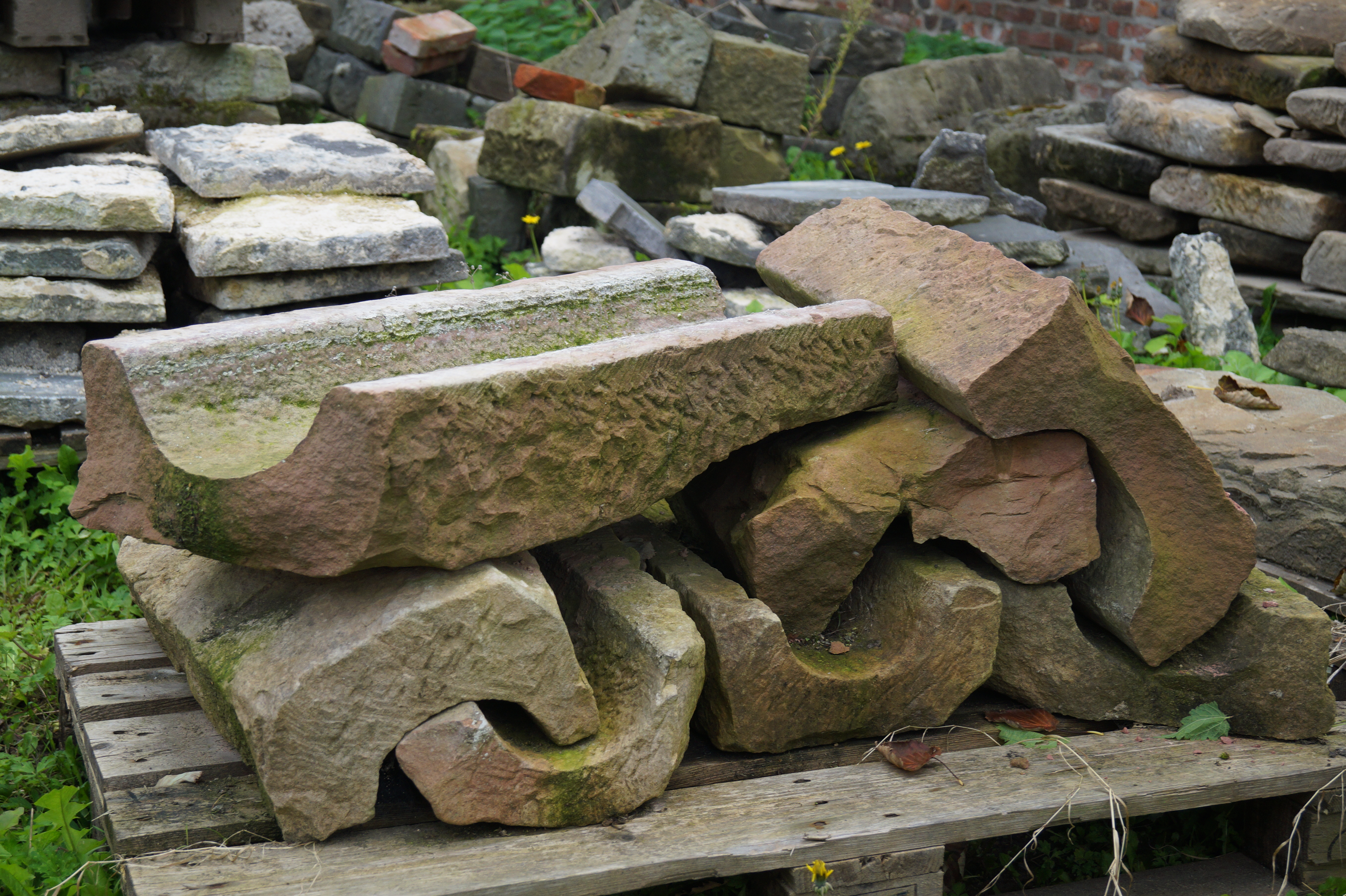
Teile einer Wasserrinne aus Sandstein

## Verwendung
Der Liedberger Sandstein wurde in der Altsteinzeit dazu verwendet, Werkzeuge und Waffen herzustellen, wie Faustkeile, Klingen, Schaber, sowie Äxte und Pfeilspitzen.
Die Römer waren nach ihrer Besiedlung an der linken Rheinseite die ersten, die ab dem 1. Jahrhundert n. Chr. den Liedberg-Quarzit systematisch abbauten und ihn für die Fundamente ihrer Ansiedlungen und Landhäuser benötigten. Im Umkreis von Liedberg können etwa 400 römische villae rusticae nachgewiesen werden, die mit den Ackerflächen insbesondere zur Versorgung des in Neuss vorhandenen Militärlagers dienten. Die Römer verwendeten das Material auch für die Herstellung von Kultobjekten, wie für die Jupiterstatue von Schloss Dyck und die Jupitersäule in Odenkirchen. Ein römischer Sarkophag in Bedburdyck ist ebenfalls noch gut erhalten.
Im Mittelalter wurden etliche Bauten mit Liedberger Sandstein gebaut. Hierzu gehören beispielsweise das Mönchengladbacher Münster, St. Andreas in Korschenbroich, der Liedberger Mühlenturm und Schloss Liedberg.
Im Laufe der Jahrhunderte wurde der Naturwerkstoff nicht nur beim Bau von Gebäuden und Kirchen verwendet, sondern auch für Wegekreuze, Kreuzwegstationen, Fußfälle und Grabsteine. So wurden etliche nützliche Geräte und Gebrauchsgegenstände aus dem Sandstein hergestellt, die heute noch im Umkreis von Liedberg zu sehen sind und von Liebhabern gepflegt werden.

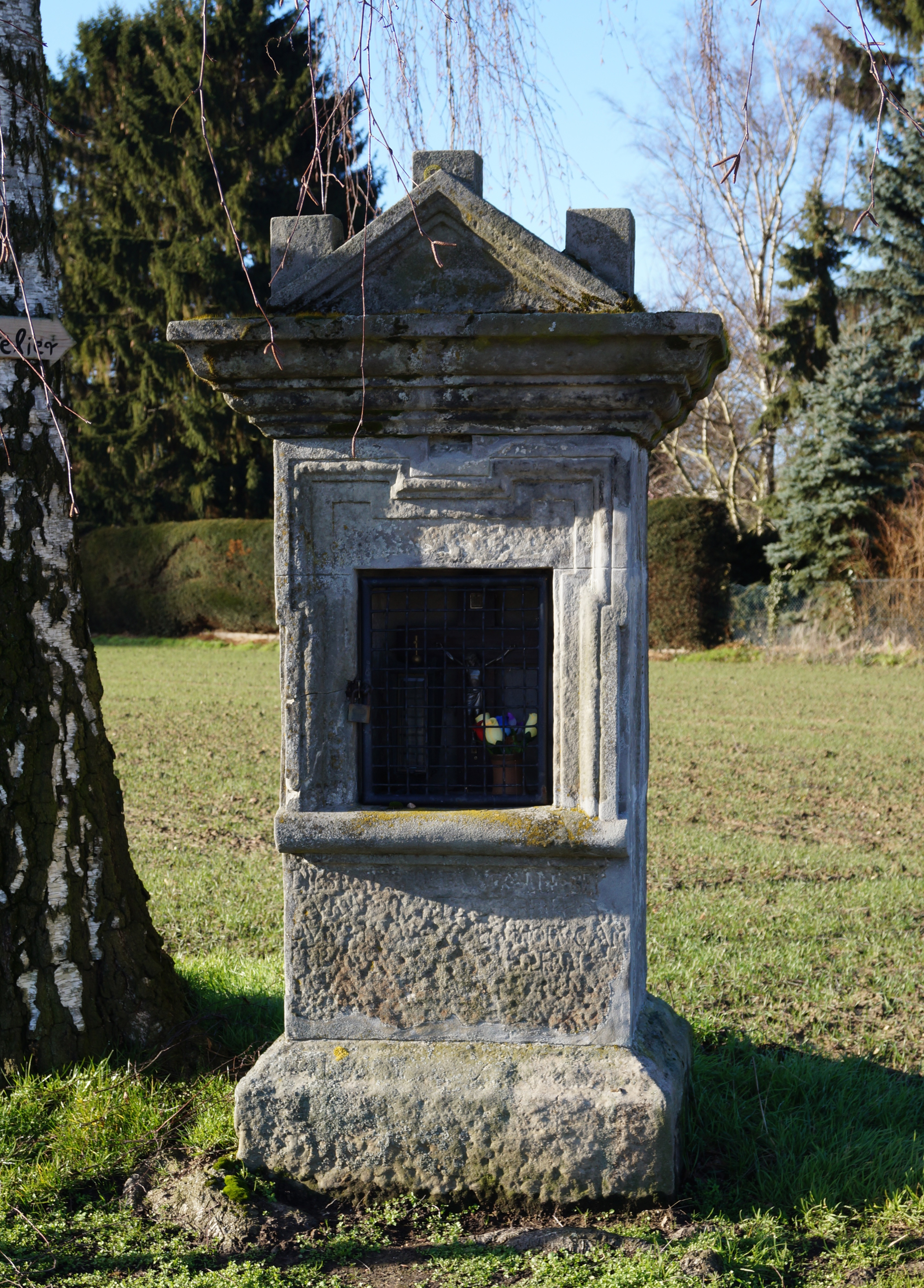
Kreuzwegstation Liedberg
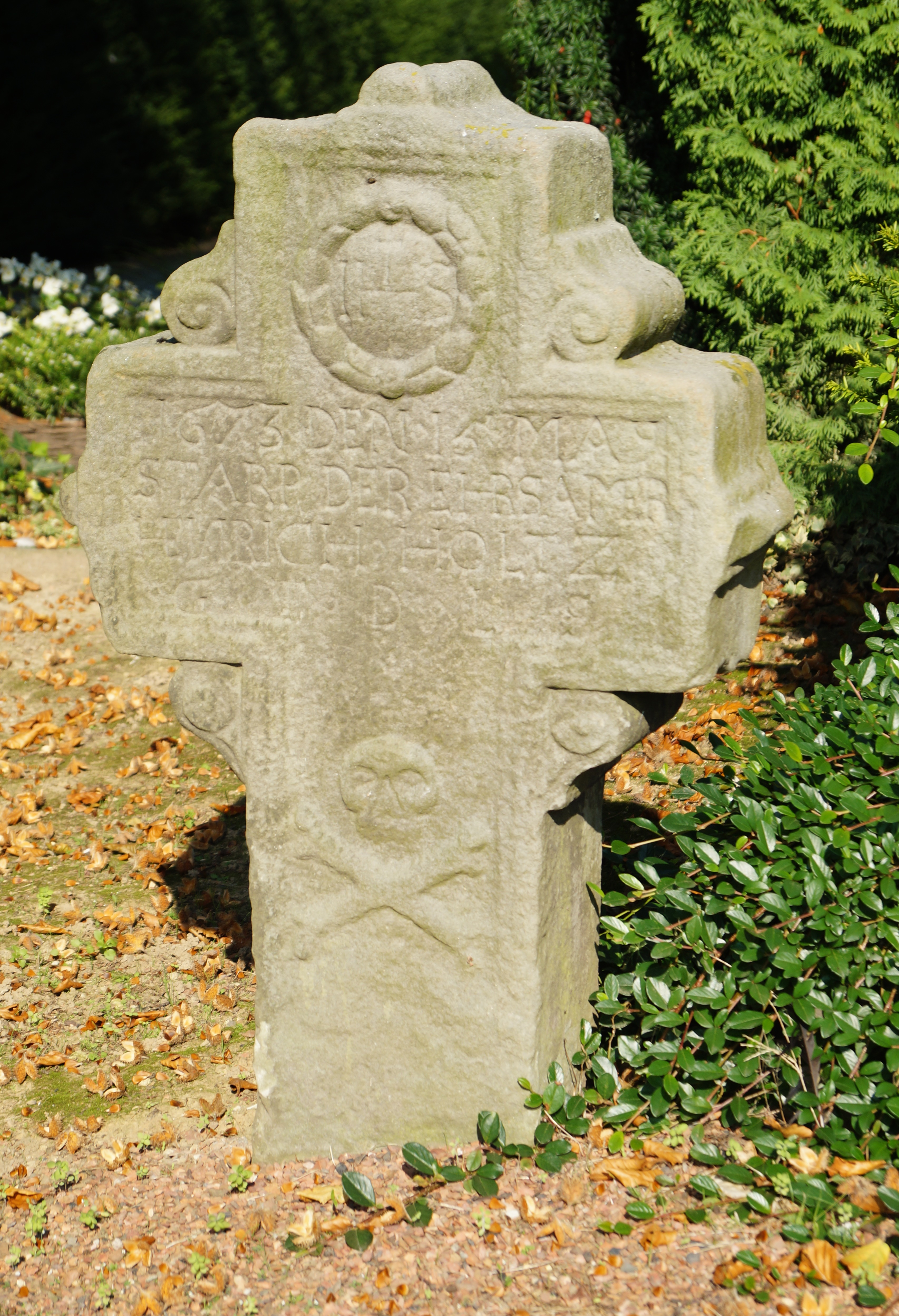
Grabstein von 1673 in Bedburdyck
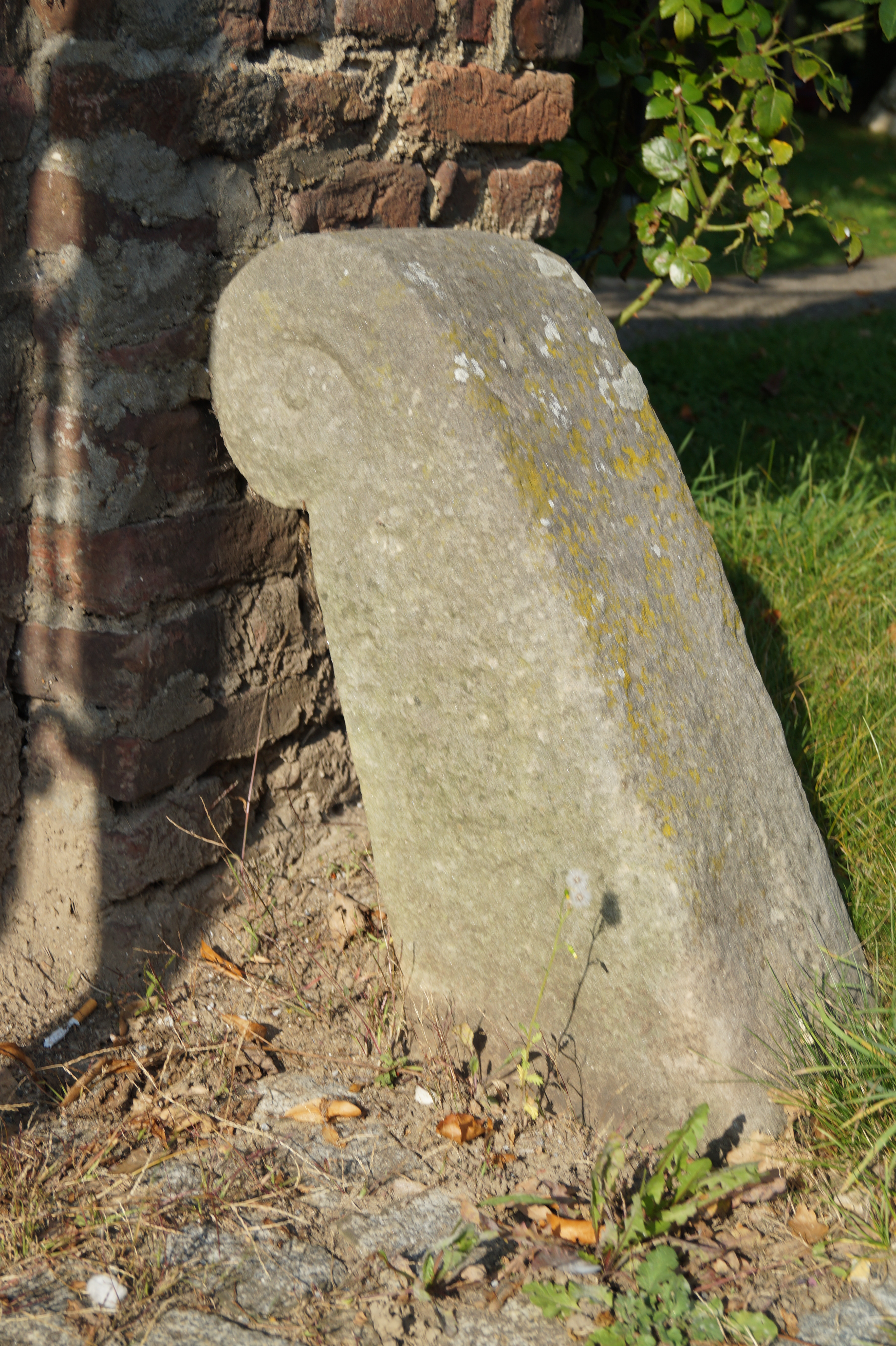
Radabweiser
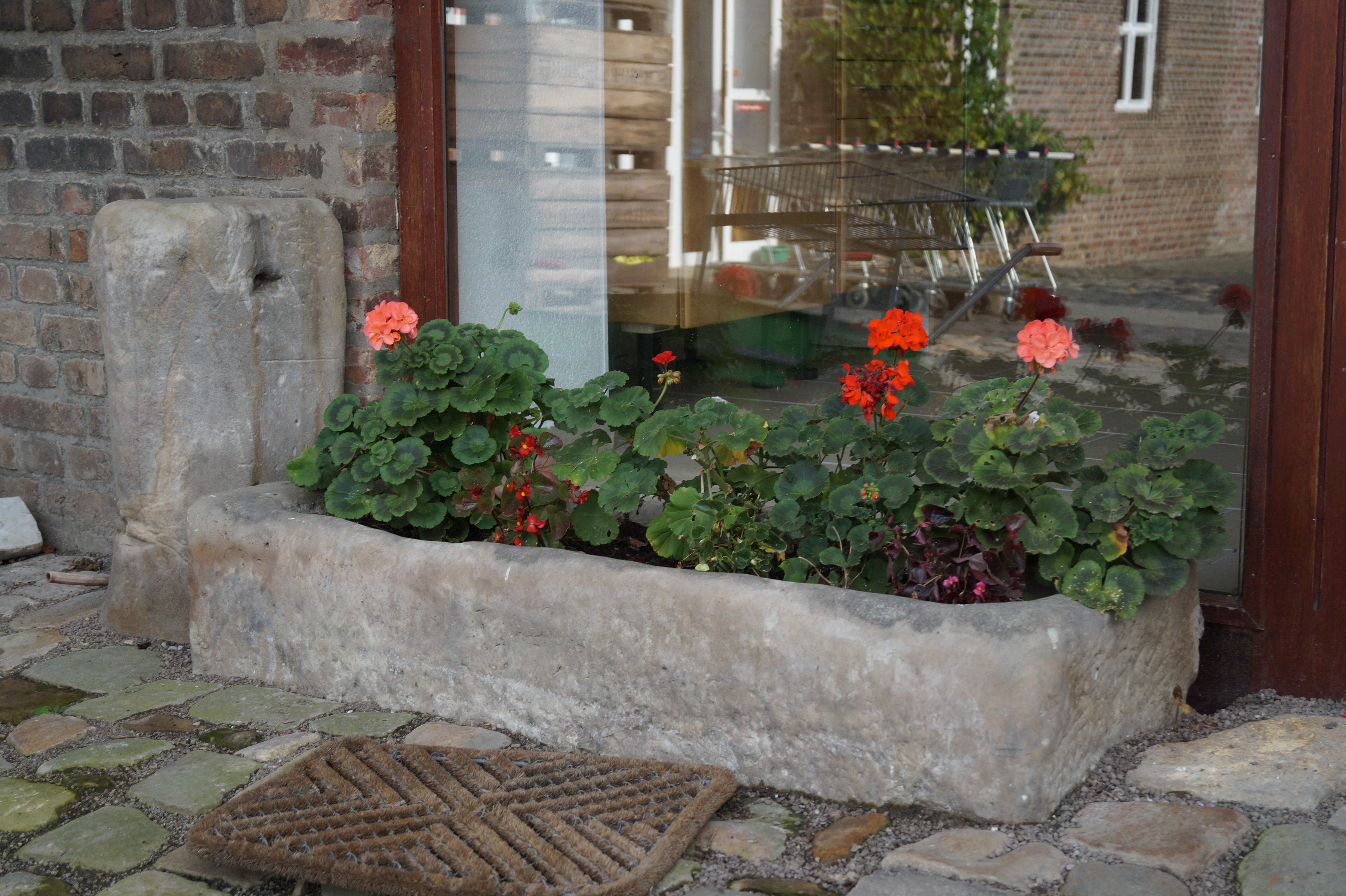
Wassertrog als Blumenkübel
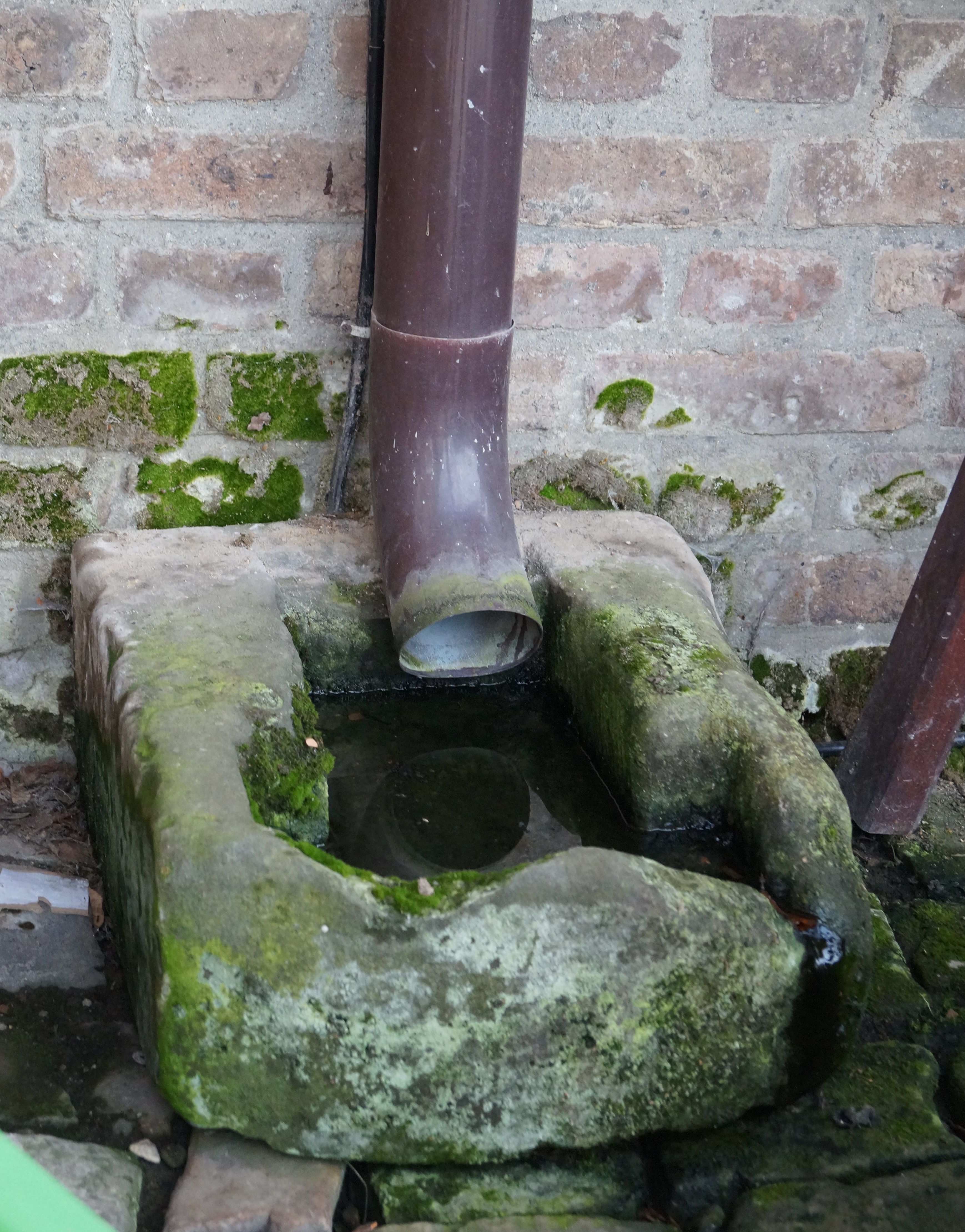
Regenwasserabfluss
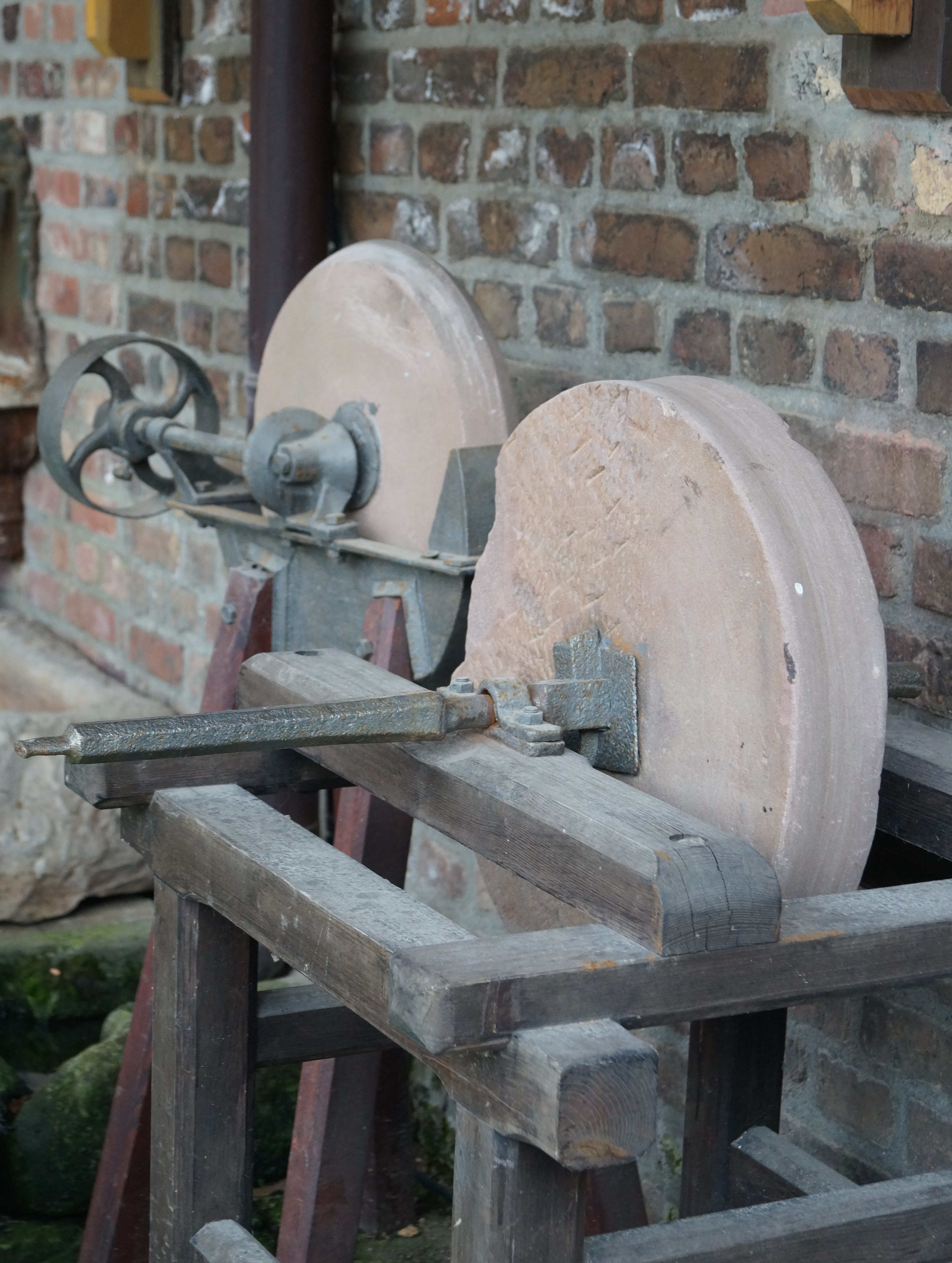
Schleifsteine